# Zamość Stary
Zamość Stary – wieś w Polsce, położona w województwie mazowieckim, w powiecie zwoleńskim, w gminie Przyłęk. Ma status sołetwa.
| SIMC    | Nazwa       | Rodzaj                          |
| ------- | ----------- | ------------------------------- |
| 1059320 | Pod Babinem | część wsi                       |
| 1059389 | Podgóry     | część wsi (zniesiona w 2023 r.) |
| 1059700 | Za Bugiem   | część wsi (zniesiona w 2023 r.) |

W latach 1975–1998 wieś administracyjnie należała do województwa radomskiego.
Wierni Kościoła rzymskokatolickiego należą do parafii św. Floriana w Łagowie Kozienickim.